# Murray Bridge Rural City
Koordinaten: 35° 7′ S, 139° 16′ O

Die Rural City of Murray Bridge ist ein lokales Verwaltungsgebiet (LGA) im australischen Bundesstaat South Australia. Das Gebiet ist 1.831 km² groß und hat etwa 22.000 Einwohner (2021).
Murray Bridge liegt in den Murray Lands an der Mündung des Flusses Murray in den Lake Alexandrina. Das Gebiet grenzt an den Großraum der Metropole Adelaide und liegt etwa 65 km westlich des Stadtzentrums. Die LGA beinhaltet 52 Ortsteile und Ortschaften: Avoca Dell, Brinkley, Burdett, Callington (East), Caloote, Chapman Bore, Ettrick, Gifford Hill, Glen Lossie, Greenbanks, Jaensch Beach, Jervois, Jury’s Beach, Kepa, Long Flat, Long Flat, Long Island, Mobilong, Monarto, Monarto South, Monteith (Flat), Mulgundawa, Murrawong, Murray Bridge, Murray Bridge East, Murray Bridge North, Murray Bridge South, Murray Bridge West, Mypolonga, Nalpa, Naturi, Northern Heights, Pallamana, Riverglades, Riverglen, Rockleigh, Rocky Gully, Sunnyside, Swanport, Tavistock, Tepko, The Point, Toora, Wall Flat, Wall Flat, Wellington, Wellington (West), White Hill, White Sands, Willowbanks, Woodlane und Woods Point. Der Verwaltungssitz des Councils befindet sich in der Stadt Murray Bridge im Nordwesten der LGA, die etwa 17.500 Einwohner hat (2021).

## Verwaltung
Der Council von Murray Bridge hat zehn Mitglieder, der Ratsvorsitzende und Mayor (Bürgermeister) sowie die neun Councillor werden von allen Bewohnern der LGA gewählt.
Bis 2010 war Murray Bridge in drei Wards aufgeteilt (Brinkley, Mobilong und Monarto Ward), die je drei Councillor stellten.